# Župnija Šentviška Gora
Župnija Šentviška Gora je rimskokatoliška teritorialna župnija dekanije Tolmin v škofiji Koper.

## Sakralni objekti
- cerkev sv. Vida, Šentviška Gora - župnijska cerkev
- - podružnica

Od 1. januarja 2018  :
- - podružnica